# 南風 (氷川きよしの曲)
「南風」（みなみかぜ）は、氷川きよしの37枚目のシングル。2021年3月30日に日本コロムビアから発売された。当初はA-Cタイプのみの販売であったが、2021年7月20日には、D-Fタイプも発売されている。

## 収録曲

### Aタイプ
1. 南風
  - 作詩:かず翼／作曲:水森英夫／編曲:石倉重信
2. たわむれのエチュード
  - 作詞：松井五郎／作曲：水森英夫／編曲：伊戸のりお
3. 南風 オリジナル・カラオケ
4. たわむれのエチュード オリジナル・カラオケ
5. 南風 半音下げオリジナル・カラオケ
6. たわむれのエチュード 半音下げオリジナル・カラオケ
7. 南風 2コーラスオリジナル・カラオケ
8. たわむれのエチュード 1.5コーラスオリジナル・カラオケ
9. 南風 半音下げ2コーラスオリジナル・カラオケ

### Bタイプ
1. 南風
  - 作詩:かず翼／作曲:水森英夫／編曲:石倉重信
2. おんな花笠 紅とんぼ
  - 作詞：松井由利夫／作曲：水森英夫／編曲：石倉重信
3. 南風 オリジナル・カラオケ
4. おんな花笠 紅とんぼ オリジナル・カラオケ
5. 南風 半音下げオリジナル・カラオケ
6. おんな花笠 紅とんぼ 半音下げオリジナル・カラオケ
7. 南風 2コーラスオリジナル・カラオケ
8. おんな花笠 紅とんぼ 2コーラスオリジナル・カラオケ
9. 南風 半音下げ2コーラスオリジナル・カラオケ

### Cタイプ
1. 南風
  - 作詩:かず翼／作曲:水森英夫／編曲:石倉重信
2. 磯千鳥
  - 作詞：かず翼／作曲：水森英夫／編曲：石倉重信
3. 南風 オリジナル・カラオケ
4. 磯千鳥 オリジナル・カラオケ
5. 南風 半音下げオリジナル・カラオケ
6. 磯千鳥 半音下げオリジナル・カラオケ
7. 南風 2コーラスオリジナル・カラオケ
8. 磯千鳥 2コーラスオリジナル・カラオケ
9. 南風 半音下げ2コーラスオリジナル・カラオケ

### Dタイプ
出典→
1. 南風
  - 作詩:かず翼／作曲:水森英夫／編曲:石倉重信
2. 長瀞舟下り
  - 作詞：清瀬あき／作曲：水森英夫／編曲：石倉重信
3. 南風 オリジナル・カラオケ
4. 長瀞舟下り オリジナル・カラオケ
5. 南風 半音下げオリジナル・カラオケ
6. 長瀞舟下り 半音下げオリジナル・カラオケ
7. 南風 2コーラスオリジナル・カラオケ
8. 長瀞舟下り 2コーラスオリジナル・カラオケ
9. 南風 半音下げ2コーラスオリジナル・カラオケ

### Eタイプ
出典→
1. 南風
  - 作詩:かず翼／作曲:水森英夫／編曲:石倉重信
2. 哀伝橋
  - 作詞：朝倉翔／作曲：桧原さとし／編曲：石倉重信
3. 南風 オリジナル・カラオケ
4. 哀伝橋 オリジナル・カラオケ
5. 南風 半音下げオリジナル・カラオケ
6. 哀伝橋 半音下げオリジナル・カラオケ
7. 南風 2コーラスオリジナル・カラオケ
8. 哀伝橋 2コーラスオリジナル・カラオケ
9. 南風 半音下げ2コーラスオリジナル・カラオケ

### Fタイプ
出典→
1. 南風
  - 作詩:かず翼／作曲:水森英夫／編曲:石倉重信
2. 魚津海岸
  - 作詞・作曲：伊藤薫／編曲：石倉重信
3. 南風 オリジナル・カラオケ
4. 魚津海岸 オリジナル・カラオケ
5. 南風 半音下げオリジナル・カラオケ
6. 魚津海岸 半音下げオリジナル・カラオケ
7. 南風 2コーラスオリジナル・カラオケ
8. 魚津海岸 2コーラスオリジナル・カラオケ
9. 南風 半音下げ2コーラスオリジナル・カラオケ